# Torneo Godó 2007
Il Torneo Godó 2007 (conosciuto pure come Open Seat per motivi di sponsorizzazione)
è stato un torneo di tennis giocato sulla terra rossa..
È stata la 55ª edizione del Torneo Godó,
che fa parte della categoria International Series Gold nell'ambito dell'ATP Tour 2007.
Si è giocato al Real Club de Tenis Barcelona di Barcellona in Spagna, dal 23 al 29 aprile 2007.

## Campioni

### Singolare
Rafael Nadal ha battuto in finale  Guillermo Cañas con il punteggio di 6–3, 6–4

### Doppio
Andrei Pavel /  Alexander Waske hanno battuto in finale  Rafael Nadal /  Tomeu Salvà con il punteggio di 6–3, 7–6(1)